# Mexipuerto Cementos Fortaleza Cuatro Caminos
El Mexipuerto Cementos Fortaleza Cuatro Caminos, también conocida como Mexipuerto, es una estación de transferencia multimodal (ETRAM), localizada en Cuatro Caminos, en Naucalpan de Juárez, México. Está al lado de la estación de metro de Cuatro Caminos. "Mexipuerto" se refiere a la estación de transporte público (conocidas como CETRAM en México), "Cementos Fortaleza" es la empresa que tiene los derechos de naming, y "Cuatro Caminos" a la estación del metro y área general. Los pasajeros pueden hacer transbordo entre el metro adyacente y los peseros y autobuses regionales que utilizan la terminal.
En el futuro se agregará un teleférico a Palo Solo en Huixquilucan. Dispone de una superficie de 31 549 m2 donde se encuentra un centro comercial anclado por Sears, Sanborns y Cinemex y una torre residencial de 15 pisos en la cima.

## Conexiones
El CETRAM cuenta con las siguientes conexiones al transporte público del Estado de México:
- (Metro de la Ciudad de México) Línea 2: Metro Cuatro Caminos
- (Red de Transporte de Pasajeros de la Ciudad de México) Rutas: 18, 57-A, 57-C
- (Red de Autobuses de la Ciudad de México) Rutas: 1-A, 16-B